# تاکو فال
تاکو فال (انگلیسی: Tacko Fall؛ زادهٔ ۱۰ دسامبر ۱۹۹۵) بازیکن بسکتبال اهل ایالات متحده آمریکا است.
از باشگاه‌هایی که در آن بازی کرده‌است می‌توان به بوستون سلتیکس اشاره کرد.